# Tordo-dos-bosques
O tordo-dos-bosques (Hylocichla mustelina) é uma ave passeriforme norte-americana da família dos turdídeos e é a única espécie pertencente ao gênero Hylocichla. Está intimamente relacionado a outros tordos, como o tordo-americano, e é amplamente distribuído pela América do Norte, passando o inverno na América Central e no sul do México. O tordo-da-madeira é o pássaro oficial de Washington, D.C.
O tordo-dos-bosques é um tordo de tamanho médio, com partes superiores marrons e partes inferiores marrons e brancas mosqueadas. O macho e a fêmea têm aparência semelhante. O canto do macho é frequentemente citado como sendo o mais bonito da América do Norte.
O tordo-dos-bosques é onívoro e se alimenta preferencialmente de invertebrados e larvas do solo, mas também come frutas. No verão, ele se alimenta de insetos continuamente para atender às necessidades metabólicas diárias. É solitário, mas às vezes forma bandos de espécies mistas. O tordo-dos-bosques defende um território que varia de 800 a 28.000 m². O tordo-dos-bosques é monogâmico e sua temporada de reprodução começa na primavera; cerca de 50% de todos os pares acasalados são capazes de criar duas ninhadas, que variam de dois a quatro filhotes.

## Taxonomia
O tordo-dos-bosques foi formalmente descrito em 1789 pelo naturalista alemão Johann Friedrich Gmelin em sua edição revisada e ampliada do Systema Naturae de Lineu. Ele o incluiu entre os tordos do gênero Turdus e cunhou o nome binomial Turdus mustelinus. Gmelin baseou seu relato no "tordo-amarelo" que havia sido descrito em 1785 pelo naturalista galês Thomas Pennant em seu livro Arctic Zoology. Pennant especificou seu tipo nomenclatural como a região do estado de Nova York. Atualmente, o tordo-dos-bosques é a única espécie incluída no gênero Hylocichla, que foi introduzido em 1864 pelo naturalista americano Spencer Fullerton Baird. A espécie é monotípica: nenhuma subespécie é reconhecida. O nome genérico é uma tradução de seu nome comum, derivado das palavras gregas ύλη (hyle, "bosque") e κιχλη (cichle, "tordo"). O nome da espécie vem do latim mustela "doninha".
Esse tordo está intimamente relacionado aos outros tordos-americanos típicos do gênero  Catharus e, às vezes, é incorporado a esse gênero. Ele tem sido considerado próximo às espécies migrantes de longa distância desse gênero, em oposição aos tordos-dos-bosques geralmente residentes, mas isso parece ser um erro. O tordo-dos-bosques também parece estar intimamente relacionado aos grandes tordos do gênero Turdus, como o tordo-americano. "Tordo-dos-bosques" é o nome comum oficial dado à espécie pela International Ornithologists' Union (IOC).

## Descrição
O tordo-dos-bosques mede de 18 a 21,5 cm de comprimento, com envergadura de 30 a 40 cm e massa corporal de 48 a 72 g. Entre as medidas padrão, a corda máxima da asa é de 9,6 a 11,6 cm, o bico é de 1,6 a 2 cm e o tarso é de 2,8 a 3,3 cm. É nitidamente maior do que os tordos do gênero Catharus, com os quais a espécie é frequentemente simpática, mas um pouco menor do que o tordo-americano comum. A vida útil mais longa conhecida para um tordo-dos-bosques na natureza é de 8 anos e 11 meses. A coroa, a nuca e a parte superior das costas são marrom-canela, enquanto as asas traseiras e a cauda são marrom-escuras. O peito e a barriga são brancos com grandes manchas marrom-escuras no peito, nas laterais e nos flancos. Tem anéis oculares brancos e pernas rosadas. Outros tordos marrons têm manchas mais finas no peito. O juvenil é semelhante aos adultos, mas tem manchas adicionais no dorso, no pescoço e nas coberteiras das asas. O macho e a fêmea são semelhantes em tamanho e plumagem.

### Vocalização
Foi relatado que o tordo-dos-bosques tem um dos cantos mais bonitos entre os pássaros da América do Norte. O naturalista americano Henry David Thoreau escreveu:
Sempre que um homem o ouve, ele é jovem, e a natureza está em sua primavera; onde quer que ele o ouça, é um novo mundo e um país livre, e as portas do céu não estão fechadas contra ele.
Embora não se saiba que a fêmea cante, o macho tem uma canção única que tem três partes. O primeiro componente do subcanto geralmente é inaudível, a menos que o ouvinte esteja próximo, e consiste de duas a seis notas curtas e graves, como bup, bup, bup. A parte do meio é uma frase alta, geralmente escrita ee-oh-lay, e a terceira parte é uma frase ventriloquial, semelhante a um trinado, de pares de notas não harmônicas emitidas rápida e simultaneamente.
O macho é capaz de cantar duas notas ao mesmo tempo, o que dá ao seu canto uma qualidade etérea, semelhante à da flauta. Cada pássaro tem seu próprio repertório baseado em combinações de variações das três partes. As músicas geralmente são repetidas em ordem. A frase bup, bup, bup também é usada às vezes como um chamado, que é mais alto e com maior frequência quando o pássaro está agitado. O tordo-dos-bosques também usa um tut, tut para sinalizar agitação. O chamado de voo noturno é um zumbido enfático heeh.

## Distribuição e habitat
A área de reprodução do tordo-dos-bosques se estende de Manitoba, Ontário e Nova Escócia, no sul do Canadá, até o norte da Flórida e da costa do Atlântico até o Rio Missouri e o leste das Grandes Planícies. No inverno, migra para o sul do México até o Panamá, na América Central, principalmente nas planícies ao longo das costas do Atlântico e do Pacífico. Geralmente chega à Costa do Golfo dos EUA na primeira semana de abril. A migração de outono geralmente começa em meados de agosto e continua até meados de setembro. A migração ocorre à noite, permitindo que eles encontrem sua direção a partir das estrelas e se orientem detectando o campo magnético da Terra.
O tordo-dos-bosques prefere florestas decíduas e mistas para reprodução. Prefere florestas mésicas de terras altas, de sucessão tardia, com uma camada de arbustos moderadamente densa. Favorece áreas com água corrente, solo úmido e alta cobertura de sub-bosque. O habitat de reprodução geralmente inclui árvores com mais de 16 m de altura, um chão de floresta razoavelmente aberto, solo úmido e serapilheira, sendo a umidade do substrato mais importante do que a cobertura do dossel ou o acesso à água corrente. O tordo-dos-bosques pode se reproduzir em áreas de habitat tão pequenas quanto 0,4 hectare, mas corre o risco de sofrer maior predação e efeito de borda. A área de reprodução do tordo-dos-bosques expandiu-se para o norte, deslocando o  sabiazinho-norte-americano e o  tordo-eremita em alguns locais. Nos últimos tempos, como resultado da fragmentação das florestas, ele tem sido cada vez mais exposto ao parasitismo de ninhos por chupins-mulatos de cabeça marrom, bem como à perda de habitat na área de inverno.

### Status de conservação
O tordo-dos-bosques tornou-se um símbolo do declínio dos pássaros canoros neotropicais do leste da América do Norte, tendo diminuído em aproximadamente 50% desde 1966. Juntamente com muitas outras espécies, esse tordo enfrenta ameaças tanto em seus locais de reprodução na América do Norte quanto nos locais de inverno na América Central. A fragmentação florestal nas florestas norte-americanas resultou no aumento da predação dos ninhos e no aumento do parasitismo dos pássaros, reduzindo significativamente seu sucesso reprodutivo. Um estudo realizado pelo Cornell Laboratory of Ornithology foi a primeira análise em larga escala que relacionou a chuva ácida ao declínio desse tordo. A destruição contínua da floresta primária na América Central eliminou os habitats preferidos de invernada do tordo-dos-bosques, provavelmente forçando as aves a escolher habitats secundários onde as taxas de mortalidade são mais altas. Apesar disso, o tordo-dos-bosques é considerado uma espécie pouco preocupante.

### Espécie errante
O tordo-dos-bosques foi registrado duas vezes como um errante na Europa, na Islândia, em Kvísker, em Öræfi East Skaftafellssýsla, por Björnsson Hálfdán, em 23 de outubro de 1967, e em Wingletang Down, St Agnes [en], Ilhas de Scilly, Inglaterra, em 7 de outubro de 1987.

## Comportamento
O tordo-dos-bosques é principalmente solitário, mas ocasionalmente forma bandos de espécies mistas no inverno. Seu território de reprodução varia de 800 a 8.000 m² e é usado para fazer ninhos, coletar materiais para os ninhos e forragear. Alguns tordos também defendem um território de alimentação no inverno. As interações territoriais geralmente são resolvidas sem contato físico, mas em encontros de alta intensidade ou na defesa do ninho, foram observadas interações físicas com os pés ou com o bico. Os comportamentos de defesa em resposta a predadores de ninhos incluem batidas de asas, batidas de cauda e elevação da crista, às vezes aumentando para mergulhos e ataques.
Essa espécie também foi observada exibindo um comportamento conhecido como "anting". O "anting" ocorre quando um pássaro pega uma única formiga ou um grupo de formigas e as esfrega em suas penas. O objetivo desse comportamento é desconhecido, mas acredita-se que as aves possam adquirir secreções defensivas das formigas, possivelmente usadas para fins medicinais, ou que simplesmente complementem o óleo de formiga das próprias aves.

### Dieta
Os invertebrados e as larvas do solo constituem a maior parte da dieta onívora do tordo-dos-bosques, mas ele também come frutas no final do verão, no outono e no final do inverno. Ocasionalmente, ele se alimenta de insetos arbóreos, caracóis e pequenas salamandras. Os filhotes são alimentados com insetos e algumas frutas. Após a reprodução e antes da migração, o tordo-dos-bosques troca os insetos por frutas com altos níveis de lipídios. No verão, o baixo consumo de frutas e as reservas de lipídios exigem que o pássaro se alimente continuamente de insetos para atender às suas necessidades metabólicas.
O tordo-dos-bosques forrageia principalmente no chão da floresta, virando as folhas com o bico para revelar os insetos. Ele pode ser observado pulando na folhagem e no solo semidesnudo sob o dossel da floresta. Os frutos são engolidos inteiros.

### Predação
Os ovos e os filhotes são vulneráveis a esquilos, guaxinins, gaios-azuis, corvos-americanos, cobras-rateiras-negras, chupins-mulatos,  rabos-de-quilha,  esquilos-voadores-mexicanos, esquilos-cinzentos, doninhas-anãs,  camundongos-de-patas-brancas, gatos domésticos, corujões-orelhudos e tauatós-miúdos. Os adultos são capturados principalmente por gaviões e corujas.

### Reprodução

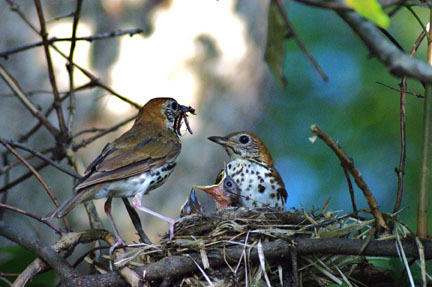
Nidificação na Pensilvânia, EUA.

Os tordos-dos-bosques são monogâmicos. Os pares reprodutivos se formam em meados de abril e início de maio e geralmente duram toda a estação reprodutiva. A maioria dos tordos encontra um novo parceiro a cada ano, e não foram observadas nessa espécie a guarda de parceiros e cópulas extrapares.
Alguns machos de tordos-dos-bosques chegam aos locais de reprodução vários dias antes das primeiras fêmeas, enquanto outros machos chegam ao mesmo tempo que as fêmeas, estabelecendo territórios que variam em tamanho de 0,08 a 0,8 hectares. A fêmea normalmente lidera voos circulares silenciosos a 1-1,8 m do solo, com o macho a perseguindo. Geralmente, seis ou mais voos ocorrem em sucessão. Os pares se empoleiram juntos e se alimentam mutuamente entre os voos. O macho começa a cantar ao amanhecer e ao anoitecer alguns dias após chegar ao local de reprodução. No início da temporada de reprodução, o macho canta em poleiros altos nas árvores mais altas, mas, à medida que a temporada avança, ele canta canções um pouco mais curtas e menos elaboradas em poleiros mais baixos. O canto de cada dia começa e é mais intenso pouco antes do nascer do sol. O macho pode cantar durante todo o dia, mas principalmente ao anoitecer. A temporada de canto geralmente termina no final de julho.
Normalmente, a fêmea escolhe o local do ninho e o constrói. No entanto, há indícios de que o macho pode influenciar a seleção do local do ninho ao pousar nas proximidades e cantar. Normalmente, porém, a fêmea decide se aceita ou rejeita o local de nidificação sugerido pelo macho. O ninho geralmente é colocado em uma área densa de vegetação em uma árvore ou arbusto que ofereça ocultação e sombra. Geralmente é feito de gramíneas, caules e folhas mortas, forrado com lama e colocado em uma bifurcação em um galho horizontal. O ninho não é reutilizado. Normalmente, duas ninhadas são tentadas, embora três a quatro ninhos separados possam ser construídos antes que um par tenha sucesso. São postos de dois a quatro ovos azul-claros, na proporção de um por dia. Os ovos são incubados apenas pela fêmea por 11 a 14 dias, sendo a média de 13 dias. Como todos os passeriformes, os filhotes são altriciais ao nascer, em sua maioria nus e com os olhos fechados. A fêmea cria os filhotes durante os primeiros quatro dias após a eclosão. Ambos os pais alimentam os filhotes e removem os sacos fecais do ninho. Os filhotes se encontram prontos para voar de 12 a 15 dias após a eclosão, mas os pais continuam a alimentá-los até que se tornem independentes e deixem o território dos pais com 21 a 31 dias de idade.
O tordo-dos-bosques jovem pode começar a se reproduzir no verão seguinte. A maioria das fêmeas põe seus primeiros ovos em meados de maio, mas as fêmeas mais velhas podem começar a botar mais cedo. Os pares geralmente tentam criar uma segunda ninhada até o final de julho, com o último filhote saindo do ninho em meados de agosto. Cerca de metade de todos os pares de tordos-dos-bosques conseguem criar duas ninhadas.